# مرغ دوزنده سرحنایی
مرغ دوزنده سرحنایی (نام علمی: Orthotomus heterolaemus) نام یک گونه از سرده مرغ دوزنده است.